# Ђавато (Битољ)
Ђавато (мкд. Ѓавато) је насеље у Северној Македонији, у јужном делу државе. Ђавато припада општини Битољ.

## Географија
Насеље Ђавато је смештено у јужном делу Северне Македоније. Од најближег већег града, Битоља, насеље је удаљено 20 km западно.
Ђавато се налази у области Ђаваткол, планинске области између Пелагоније и басена Преспанског језера. Насеље је смештено на југоисточним падинама планине Бигле, док се источно од села пружа невелико поље, које гради речица Шемница горњим делом свог тока. Надморска висина насеља је приближно 890 метара.
Клима у насељу је планинска због знатне надморске висине.

## Становништво
Ђавато је према последњем попису из 2021. године имало 35 становника.
| Национални састав према попису из 2021.‍ | Национални састав према попису из 2021.‍ | Национални састав према попису из 2021.‍ | Национални састав према попису из 2021.‍ | Национални састав према попису из 2021.‍ |
| --------------------------------------- | --------------------------------------- | --------------------------------------- | --------------------------------------- | --------------------------------------- |
|                                         |                                         |                                         |                                         |                                         |
| Македонци                               | Македонци                               |                                         | 34                                      | 97,14%                                  |

Већинска вероисповест је православље.

## Збирка слика
- Село са планинским окружењем
- Богоридичина црква у Ђавату
- Ђаватски превој више села